# Шпигелајзен
Шпигелајзен (досл. „гвожђе-огледало”: од spiegel — огледало или спекулар; eisen — гвожђе) фероманганска је легура која садржи приближно 15% мангана и мале количине угљеника и силицијума.
Понекад се назива спекуларно сирово гвожђе, шпигел гвожђе, само шпигел или бислегура.